# Эстевес, Фердинанд
Фердинанд Эстевес (исп. Fernando Estévez de Salas, 3 марта 1788, Ла-Оротава, Тенерифе — 14 августа 1854, Сан-Кристобаль-де-ла-Лагуна, Тенерифе) — испанский скульптор и художник, лидер неоклассицизма на Канарских островах. 
Фердинанд Эстевес родился в 1788 году в  Ла-Оротаве, где у его отца была собственная мастерская. С самых ранних лет Фердинанд проявлял талант к искусству. Первые уроки получил во францисканском монастыре Сан-Лоренцо. Там он познакомился с художником и скульптором Хосе Луханом Пересом и работал у него в студии в Лас-Пальмас-де-Гран-Канарии до 1808 года.
Известен как автор статуи Пресвятой Девы Марии — Богоматери Канделарии, которая считается покровительницей Канарских островов. Это изображение находится в Базилике Канделарии.
Другие важные работы:
- Распятый Иисус Христос (Собор Сан-Кристобаль-де-ла-Лагуна)
- Непорочное зачатие Девы Марии и Слезы святого апостола Петра (Церковь Непорочного Зачатия Пресвятой Девы Марии, Сан-Кристобаль-де-ла-Лагуна)
- Иоанн Креститель (Базилика Сан-Хуан Баутиста, Тельде)
- Прощающий Христос (Церковь Спасителя, Санта-Крус-де-ла-Пальма) и другие[1]

## Скульптурные работы
- Христос был распят, Собор Сан-Кристобаль-де-ла-Лагуна
- Девы Марии Долороза, Ла-Оротава
- Иоанн Креститель, Тельде
- Дева Мария Розария, Лас-Пальмас-де-Гран-Канария
- Апостол Пётр, Ла-Оротава